# Cabanis' grondgors
De Cabanis' grondgors (Melozone cabanisi) is een zangvogel uit de familie Emberizidae (gorzen).

## Verspreiding en leefgebied
Deze soort is endemisch in centraal Costa Rica.